# 杂斑莲花青螺
杂斑莲花青螺（学名：Lottia luchuana），又名琉球青螺、陆川小笠贝，是原始腹足目莲花青螺科莲花青螺属的一种。

## 分佈
主要分佈於韩国、台湾，常栖息在潮间带岩礁区。